# Pamphorichthys
Pamphorichthys – rodzaj ryb z rodziny piękniczkowatych (Poeciliidae). Gatunkiem typowym rodzaju jest Pamphorichthys minor. 

## Klasyfikacja
Gatunki zaliczane do tego rodzaju:
- Pamphorichthys araguaiensis
- Pamphorichthys hasemani
- Pamphorichthys hollandi
- Pamphorichthys minor
- Pamphorichthys pertapeh
- Pamphorichthys scalpridens